# 딕 반 아스데일
딕 반 아스데일(Dick Van Arsdale, 1943년 2월 22일 ~ 2024년 12월 16일)은 NBA(전미 농구 협회)의 미국 프로 농구 선수였다. NBA 올스타에 3번 선정된 그의 5번은 피닉스 선스에 의해 영구 결번 (스포츠)이 되었다.
반 아스데일은 그의 일란성 쌍둥이 형제 톰과 함께 인디애나 후지어스에서 대학 농구를 했다. 뉴욕 닉스는 1965년 NBA 드래프트 2라운드에서 반 아스데일을 선택했다. NBA 올루키 퍼스트 팀에 이름을 올렸고 1968년 NBA 확장 드래프트의 첫 번째 픽으로 선스에 선정되기 전까지 닉스에서 3시즌을 뛰었다. 피닉스에서 처음 세 시즌을 올스타로 선정한 그는 "디 오리지널 선"(The Original Sun)으로 알려져 있다. 나중에 팀의 임시 코치, 임원 및 스포츠 해설가가 되었다.